# پاویا
شهر پاویا (به ایتالیایی: Pavia) با جمعیت ۷۰٬۲۰۷ نفر در ناحیه لمباردی در کشور ایتالیا واقع شده‌است.
نزدیک به ۳۰٪ جمعیت شهر پاویا را که قریب به ۲۱۰۰۰ نفر هستند دانشجویان تشکیل داده‌اند که این شهر را به شهری دانشجویی تبدیل نموده‌است.
دانشگاه پاویا یکی از معتبرترین و قدیمی‌ترین دانشگاه‌های ایتالیاست.